# Дамартен ле Темпелије
Дамартен ле Темпелије (фр. Dammartin-les-Templiers) насеље је и општина у источној Француској у региону Франш-Конте, у департману Ду која припада префектури Безансон.
По подацима из 2011. године у општини је живело 204 становника, а густина насељености је износила 20,59 становника/km². Општина се простире на површини од 9,91 km². Налази се на средњој надморској висини од 430 метара (максималној 570 m, а минималној 369 m).

## Демографија
| 1962. | 1968. | 1975. | 1982. | 1990. | 1999. | 2011. |
| ----- | ----- | ----- | ----- | ----- | ----- | ----- |
| 131   | 144   | 120   | 132   | 174   | 191   | 204   |

График промене броја становника у току последњих година